# Distrito de Levoča
El distrito de Levoča (en eslovaco Okres Levoča) es una unidad administrativa (okres) de Eslovaquia Oriental, situado en la región de Prešov, con 31.880 habitantes (en 2001) y una superficie de 357 km². Su capital es la ciudad de Levoča.

## Demografía
| Año        | 1994   | 2004    | 2014    | 2024    |
| ---------- | ------ | ------- | ------- | ------- |
| Población  | 30 330 | 32 266  | 33 391  | 33 310  |
| Diferencia |        | +6,38 % | +3,48 % | −0,24 % |

| Año        | 2023   | 2024    |
| ---------- | ------ | ------- |
| Población  | 33 192 | 33 310  |
| Diferencia |        | +0,35 % |

## Ciudades
- Levoča (capital)
- Spišské Podhradie

## Municipios (población año 2017)
- Baldovce 174
- Beharovce 160
- Bijacovce 949
- Brutovce 179
- Buglovce 276
- Dlhé Stráže 581
- Doľany 724
- Domaňovce 932
- Dravce 820
- Dúbrava 327
- Granč-Petrovce 600
- Harakovce 61
- Jablonov 1 007
- Klčov 641
- Korytné 91
- Kurimany 370
- Lúčka 126
- Nemešany 412
- Nižné Repaše 171
- Oľšavica 270
- Ordzovany 162
- Pavľany 52
- Poľanovce 168
- Pongrácovce 118
- Spišský Hrhov 1 589
- Spišský Štvrtok 2 499
- Studenec 495
- Torysky 332
- Uloža 195
- Vyšné Repaše 96
- Vyšný Slavkov 262